# Крузи (Вармінсько-Мазурське воєводство)
Крузи (пол. Kruzy, нім. Krausen) — село в Польщі, у гміні Кольно Ольштинського повіту Вармінсько-Мазурського воєводства.
Населення — 229 осіб (2011).
У 1975-1998 роках село належало до Ольштинського воєводства.

## Демографія
Демографічна структура станом на 31 березня 2011 року:
|          | Загалом | Допрацездатний вік | Працездатний вік | Постпрацездатний вік |
| -------- | ------- | ------------------ | ---------------- | -------------------- |
| Чоловіки | 127     | 35                 | 83               | 9                    |
| Жінки    | 102     | 19                 | 58               | 25                   |
| Разом    | 229     | 54                 | 141              | 34                   |